# Storkälen
Storkälen är ett naturreservat i Sollefteå kommun i Västernorrlands län.
Området är naturskyddat sedan 1998 och är 93 hektar stort. Reservatet omfattar en nordostsluttning med Långån och Åmyran nedanför. Reservatet består av gransumpskog och rikkärr.